# کوادرانت (مجله)
کُوادرانت یک مجله ادبی، فرهنگی و سیاسی محافظه‌کار استرالیایی است که به دو صورت نسخه‌های آنلاین و چاپی منتشر می‌شود. کوادرانت تا تاریخ ۲۰۱۹ عمدتاً انتشار تفسیر، مقاله، نظرات دربارهٔ موضوعات فرهنگ، سیاست و تاریخ را دنبال می‌کرد، علاوه بر این ادبیات و شعر و روایت را در نسخه‌های چاپی منتشر کرده است. خط سرمقاله‌های آن تمرکز بر «سوگیری نسبت به آزادی فرهنگی، ضد تمامیت‌خواهی و لیبرالیسم کلاسیک» است.

## دستکاری رسانه‌ای
در ژانویه ۲۰۰۹، کوادرانت ناآگاهانه یک مقاله جعلی منتشر کرد. نویسنده، و ویراستار فعال آن، کاترین ویلسون، اظهار داشت که هدف او نشان دادن این بود که سردبیر کیت ویند شاتل دارای سوگیری راست (گرایش سیاسی) است. ویلسون ادعا کرد که کیت ویند شاتل و کوادرانت مقاله‌ای نادرست منتشر می‌کنند و در صورت مطابقت با پیش فرض‌های او، پاورقی یا صحت آن را بررسی نمی‌کنند. ویلسون با استفاده از نام مستعار «بیوتکنولوژیست شارون گولد» مقاله‌ای نوشت که در آن ادعا می‌کرد سازمان پژوهش‌های علمی و صنعتی همسود برای تولید محصولات غذایی مهندسی شده با ژن‌های انسانی برنامه‌ریزی کرده است.

## تاریخچه
این مجله در سال ۱۹۵۶ در سیدنی توسط ریچارد کرایگر، یک پناهنده یهودی لهستانی که در سیاست سوسیال دموکرات در اروپا فعال بود و جیمز مک آلی تأسیس شد. جیمز یک شاعر کاتولیک، معروف به ارن مالی ضد مدرنیست بود. این مجله ابتدا با ابتکار کمیته استرالیایی برای آزادی فرهنگی آغاز شد، این کمیته یک گروه مدافع ضد کمونیستی بود که توسط سیا تأمین مالی می‌شد.

## ویراستاران
| ردیف | دوره زمانی | ویراستار       | پیشینه/ کامنت                                                             |
| ---- | ---------- | -------------- | ------------------------------------------------------------------------- |
| ۱.   | ۱۹۵۶–۱۹۶۷  | جیمز مک آلی    | شاعر کاتولیک                                                              |
| ۲.   | ۱۹۶۴–۱۹۶۶  | دونالد هورن    | نویسنده                                                                   |
| ۳.   | ۱۹۶۷–۱۹۸۸  | پیتر کولمن     | نویسنده، روزنامه‌نگار و سیاستمدار سابق نیو ساوت ولز و لیبرال فدرال         |
| ۴.   | ۱۹۸۸–۱۹۸۹  | راجر صندل      | نویسنده، انسان‌شناس، مدرس ارشد دانشگاه سیدنی                               |
| ۵.   | ۱۹۹۰–۱۹۹۷  | رابرت مان      | مدرس دانشگاه لا تروب؛ پس از اختلافات مکرر با هیئت تحریریه مجله استعفا داد |
| ۶.   | ۱۹۹۷–۲۰۰۷  | پدی مک‌گینس     | روزنامه‌نگار و مخالف خود توصیفی                                            |
| ۷.   | ۲۰۰۸–۲۰۱۵  | کیت ویند شاتل  | نویسنده و مورخ                                                            |
| ۸.   | ۲۰۱۵–۲۰۱۷  | جان او سالیوان | مشاور سیاسی و سردبیر                                                      |
| ۹.   | ۲۰۱۷–۲۰۲۴  | کیت ویند شاتل  | نویسنده و مورخ                                                            |
| ۱۰.  | ۲۰۲۴–      | ربکا ویسر      | روزنامه‌نگار                                                               |